# Келли, Фредерик Септимус
об американском легкоатлете см. Келли, Фредерик (легкоатлет)

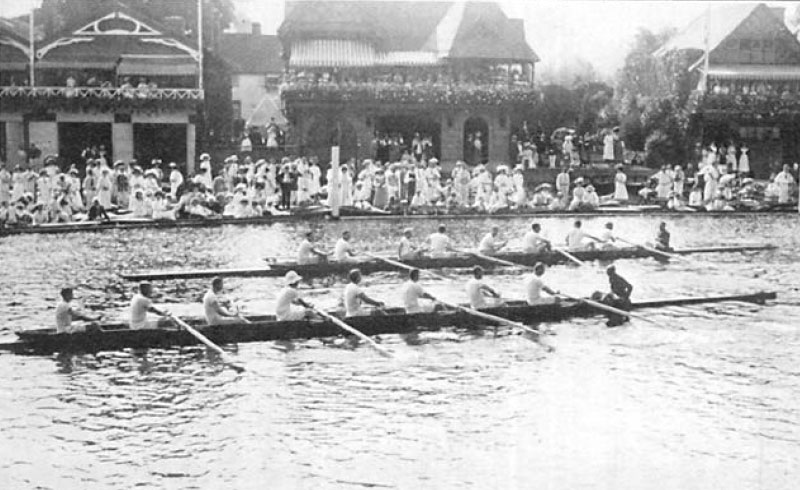
Соревнования восьмёрок на Олимпиаде 1908 года. Команды Великобритании и Венгрии

Фредерик Септимус Келли (англ. Frederick Septimus Kelly; 29 мая 1881, Сидней, Австралия — 13 ноября 1916, Бокур-сюр-л'Анкр, Франция) — британский спортсмен (академическая гребля) и музыкант.

## Образование
Получив начальное образование в Австралии, поступил затем в Итонский колледж, а в 1899 году — в Баллиол-колледж. 
По окончании колледжа Келли поступил в Консерваторию Хоха во Франкфурте и изучал композицию под руководством Ивана Кнорра. 

## Гребля
С юных лет увлекался греблей, выиграл ряд призов на регате Хенли и других соревнованиях, увенчав свою спортивную карьеру званием чемпиона летних Олимпийских игр 1908 в Лондоне: Келли входил в первый экипаж восьмёрок Великобритании, и его команда, обыграв Венгрию, Канаду и Бельгию, стала лучшей и выиграла золотые медали. Современники характеризовали Келли как выдающегося гребца.

## Музыкальная карьера
После консерватории вернулся в Лондон. Изредка выступал с концертами как пианист. Особенно тесные отношения связывали Келли со скрипачкой Джелли д’Араньи, с которой он познакомился в 1909 году и которой нередко аккомпанировал.
Во времена Первой мировой войны, в свободное от боевых действий время, Келли сочинял музыку, два его основных произведения — Элегия для струнного оркестра памяти погибшего в бою Руперта Брука и соната для скрипки и фортепиано, посвящённая Джелли д’Араньи. Элегия была исполнена в ходе траурных мероприятий памяти Брука, а сонату Келли исполнил вместе с д’Араньи, приехав в Лондон на побывку после эвакуации британских войск из Галлиполи. 
После смерти Келли, его ноты сонаты остались у скрипачки Джелли д’Араньи. В 2011 году соната была извлечена на свет из архива, чтобы прозвучать на Международном музыкальном фестивале в Канберре. 

## Участие в войне
С началом Первой мировой войны Келли вместе с несколькими близкими к нему молодыми интеллектуалами (среди которых был, в частности, поэт Руперт Брук) вступил добровольцем в британские военно-морские силы. Соединение Келли участвовало в Дарданелльской операции, он был дважды ранен, награждён Крестом «За выдающиеся заслуги» и произведён в лейтенант-коммандеры. Келли погиб в бою в последние дни Битвы на Сомме.

## Награды
- Крест «За выдающиеся заслуги»[2]